# تاداکی هیراکاوا
تاداکی هیراکاوا (انگلیسی: Tadaaki Hirakawa؛ زادهٔ ۱ مهٔ ۱۹۷۹) بازیکن فوتبال اهل ژاپن است.
از باشگاه‌هایی که در آن بازی کرده‌است می‌توان به باشگاه فوتبال اوراوا رد دیاموندز اشاره کرد.